# Victoria (Northern Samar)
Victoria is een gemeente in de Filipijnse provincie Northern Samar op het eiland Samar. Bij de laatste census in 2007 had de gemeente bijna 13 duizend inwoners.

## Geografie

### Bestuurlijke indeling
Victoria is onderverdeeld in de volgende 16 barangays:
| - Acedillo - Buenasuerte - Buenos Aires - Colab-og - Erenas - Libertad - Luisita - Lungib | - Maxvilla - Pasabuena - San Lazaro - San Miguel - San Roman - Zone I - Zone II - Zone III |

## Demografie
Victoria had bij de census van 2007 een inwoneraantal van 12.623 mensen. Dit zijn 991 mensen (8,5%) meer dan bij de vorige census van 2000. De gemiddelde jaarlijkse groei komt daarmee uit op 1,13%, hetgeen lager is dan het landelijk jaarlijks gemiddelde over deze periode (2,04%). Vergeleken met de census van 1995 is het aantal mensen met 1.332 (11,8%) toegenomen.

De bevolkingsdichtheid van Victoria was ten tijde van de laatste census, met 12.623 inwoners op 186,7 km², 67,6 mensen per km².